# 희귀진세노사이드
희귀진세노사이드(Rare Ginsenosides)는 인삼류에서만 함유되어 있는 특히 사포닌(saponin)을 가리키는 단어로 다른 식물들의 사포닌과 구별하기 위해 사용한다. 진세노사이드들 중에서도 인삼에는 존재하지 않고, 가공홍삼과 산삼에만 미량 존재하는 진세노사이드를 의미한다.
일반진세노사이드에 비해 물질의 사이즈가 작고 비교적 체내 흡수되기 쉬운 구조적 특징을 가지고 있다. 그리고 일반진세노사이드를 섭취하면 장내 미생물에 의해 희귀진세노사이드로 소량 전환되어 흡수되기는 하나, 개인별 차이가 크기 때문에 희귀진세노사이드 형태로 복용하는 것이 체내 흡수율과 생체 이용률 측면에서 더 효율적이라 할 수 있다.

## 연구
희귀진세노사이드에 대한 연구는 1980년대부터 시작되었으며, 지속적인 연구를 통해 지난 30여년 동안 희귀진세노사이드들이 계속적으로 규명되어 왔고, 관련 연구들이 활발히 진행되고 있다.

## 같이 보기
- 진세노사이드
- 산삼